# 翁金驊
翁金驊（1972年1月24日—）為前香港籃球運動員，現時為籃球評述員及教練，暱稱驊哥或驊仔，外號「亞洲三分王」，曾奪得亞洲賽「三分神射手」獎，在1990至2006年之間，曾代表香港男子籃球代表隊上陣超過250場，於2006年退出香港代表隊後，擔任電視籃球評述員，以及學界籃球隊教練。為香港唯一至今加盟中華職業籃球聯盟（CBA）的球員。

## 籃球生涯
翁金驊生於中國大陸上海，早年就讀漢華中學（小學部）及漢華中學，年僅15歲時便已是甲一組籃球隊及校隊的成員。升讀中六後，入選了香港代表隊後漸感分身不暇，選擇報讀香港教育學院。他18歲便入選香港代表隊，在1995年亞洲男子籃球錦標賽贏得「三分神射手獎」後，隨即獲邀到台灣打中華職業籃球聯盟（CBA），加入泰瑞戰神表現不俗，但因感運動員生命短暫，故翌年放棄球隊續約要求回港，並以港大運動員獎學金計劃，入讀香港大學工商管理系，圓了大學夢。球員生涯中翁金驊曾多次參與世界大學生運動會，亞運會，全運會，亞州男子籃球錦標賽等大型體壇盛事。於1997年協助威立贏得亞洲冠軍球會盃冠軍。2006年第14屆怡高安迪超級工商盃，他協助香港代表隊取得三連霸及MVP榮譽，賽後就宣布退出港隊，直止2008年海峽盃獲領隊邀請復出並獲冠軍。2009年初，他亦宣布正式退役，結束球員生涯。。

## 教練生涯
翁金驊曾帶領日域升上香港甲一組聯賽。現時於香港甲一組聯賽球隊漢友籃球隊執教。
而翁金驊近年一直擔任多間中學籃球隊教練，先後執教觀塘福建中學，屯門中華基督教會何福堂書院著重培訓年青球員。近年執教中華基督教會桂華山中學及喇沙書院，2014年起回到母校漢華中學執教男女子隊及出任學校體育發展顧問，帶領桂華山及漢華男女子隊先後奪得港島區男子組及女子組D1冠軍，並殺入學界精英籃球賽及馬拉松等學界大型比賽男女子組四強。他現時亦執教香港大學男女子籃球隊。

## 評述員
- 香港ViuTV NBA節目專業評述
- 廣州競賽頻道NBA直播的專業評述

## 社交平台發展
2020年，張丕德和翁金驊開設《大心臟博士》Facebook專頁和YouTube頻道，和球迷分享、交流的籃球資訊。

## 外部連結
- 籃球不解緣 翁金驊 ( Sportsoho 運動版圖雜誌第廿二期－2010年11月份 )  （页面存档备份，存于）
- 香港籃球總會網頁 （页面存档备份，存于）